# Melody (アイドルグループ)
Melody（メロディ）は、田中有紀美・望月まゆ・若杉南による日本の3人組女性アイドルグループ。1993年10月21日結成、1997年12月31日解散。メロディハート（現・フォスター）所属。

## メンバー
| 名前                         | 愛称                | 生年月日（年齢）                  | 血液型 | 出身地 | 特技                              | キャッチフレーズ   | ポジション        | イメージカラー |
| ---------------------------- | ------------------- | --------------------------------- | ------ | ------ | --------------------------------- | ------------------ | ----------------- | -------------- |
| 田中有紀美 （たなか ゆきみ） | ゆきどん            | 1977年4月7日 （活動時16 - 20歳）  | A型    | 東京都 | 右手4拍子・左手3拍子 エレクトーン | 有紀美のあどけなさ | ボーカル          | 赤             |
| 望月まゆ （もちづき まゆ）   | まゆちん まゆっちょ | 1977年1月6日 （活動時16 - 20歳）  | A型    | 愛知県 | 新体操（県大会2位）               | まゆのさわやかさ   | ボーカル          | 青             |
| 若杉南 （わかすぎ みなみ）   | みなみん            | 1975年12月6日 （活動時17 - 22歳） | A型    | 愛知県 | 剣道 ジョギング                   | 南の少女の香り     | リーダー ボーカル | 黄             |

## 来歴
1993年10月21日、スターランドレーベルより「素直に言えない〜もっとそばにいたいけど〜」でデビュー。同レーベルにてシングル2枚をリリース。
1994年11月2日、ポニーキャニオンに移籍し、「少し自惚れて」をリリース。初のオリコンランクインを果たした。
1997年12月31日の解散までに、同レコード会社にてシングル7枚・アルバム3枚をリリース。主なシングル作品に「運命'95」「Boom Boom My Heart」などがある。

## 活動
- おっとりとした田中、同性のファンも多かった望月、明るい笑顔の若杉と、バラバラな3人の個性が特徴。いわゆる「アイドル冬の時代」の最中であったものの、「ハウス食品」「Kodak」「ブルボン」などのCM出演、ニッポン放送でのレギュラー番組、東名阪（東京・名古屋・大阪）ライヴツアーを成功させるなど、SPEEDやモーニング娘。が台頭する1990年代後半までの女性アイドルシーンを支え続けた。この時期のアイドルにしては健闘、と評価される[1][2]。
- また、元々は個別での活動をスタートしていたメンバーだけに、同時期のアイドルグループに比べると、CM・映画・テレビ出演などにおけるソロ活動が活発であった。
- 1993年のデビュー当時から、各種イベント・学園祭に多数出演。男性ファンだけでなく、女性ファンも少なからず存在し、シングルリリースに合わせたイベントでは、安定した集客力を解散時まで保持していた。
- グループ名「Melody」は所属事務所の「メロディハート」に由来する。ファンクラブ名は「Oh My Melody」。

### テレビ出演
- フジテレビ系の番組を紹介する『赤丸チェック』が、Melodyとして初のテレビレギュラー番組。
- 歌番組『アイドルオンステージ』（BS2）では準レギュラー。番組の放映期間とMelodyの活動期間がほぼ同時期であり、デビューシングルからラストシングルまでの全曲で出演を果たしている。また、シングル曲だけではなくカップリング曲・ソロ曲・カバー曲を歌う機会も与えられていた。シングル「Oh Please!」の時期に1度司会も務める。

### 音楽活動・パート割り
- デビューから解散までの間に、清純派アイドルソング・軽快なPOPS・ダンスミュージック・洋楽のカバーまで、幅広いレパートリーの曲を歌った。
- 1st〜2ndシングルまでは、田中→若杉→望月の順でソロパートを担当することが多く、比較的均等な割り振りがされていた。
- ポニーキャニオン移籍後の3rdシングルでは、ソロパート無しの、ユニゾン・ハーモニーのみ。全編を通して3人のコーラス。
- 4thシングル以降は、3人のメンバー均等にソロパートを振り分けることは少なく、楽曲によってメインのメンバーが変動。望月と田中のどちらかがソロパートを担当することが多く、若杉は主にハーモニーを担当。ハーモニーの担当は、若杉が下のパート。上のパートは主旋律を歌うメンバーによって変動したが、望月が担当することが多く、田中はメインパートを主に歌っていた。
- アイドルポップスにしては珍しく、ほぼ全曲に下のパートのハーモニーが存在し、他のアイドルの楽曲にはない厚みを感じさせることに成功している。

### 楽曲制作
- 活動を続けるにつれ、メンバーの楽曲制作に対する意識も高まった。
- 田中は「Oh Please!」の歌入れ前の楽曲（オケ）制作中のスタジオを見学。若杉は自身の詞が基となり、楽曲「青空をあげたい」が完成。当初、若杉のソロによるアルバム曲の予定であったが、後に8thシングルとしてリリースされた。望月はライヴの楽しさに生きがいを感じ、熱く語るその様子はライヴビデオに収められている。

### ソロ活動
- Melody活動中にも、3人各々が個性を生かした活動を展開。
- 若杉は司会のアシスタント等、バラエティ番組に多数出演。『新春かくし芸大会』にも一員として出演し、後に自身がナビゲーターをつとめる『パワーギャング』など、トーク部分を活かせる活動が目された。
- 望月はドラマ『東京大学物語』をはじめ、ドラマ出演が多かったが、単独で『M-STAGE』『アイドルオンステージ』といった歌番組に出るなどのソロ活動もあった。
- 田中は「レモンスカッシュ」のCMに出演後、『逸見政孝物語』『奇跡のロマンス』といったドラマ出演を多数経験。映画「嵐の季節」や単発ドラマでは主演も務め、女優業を中心にその魅力を発揮していた。

### 解散
- デビュー4年目の1996年には、赤坂BLITZでのライヴも成功。ライヴビデオ、PV集、（二か月連続で）シングル、と精力的に作品をリリース。インストアライヴを行ったタワーレコード渋谷店では、「Boom Boom My Heart」が（当時の同店舗の）1日のCD売り上げ記録を更新。すべてが順調に上昇気流に乗り始めた、と思われていたが、突然の活動休止状態となる。
- 同年秋、既に一部CD店にて予約を受け付けていたシングルのリリース予定が白紙になる。
- 翌1997年、ファンクラブ会報にて解散が正式発表された。解散宣言後、ファンクラブバスツアー開催。この時、望月は「私はMelodyが解散するとは思ってなかった…」という言葉を残した。
- 同年暮れに、新宿NSビルのラストアルバム発売記念イベントを最後に解散。ちなみに、この時期（1990年代中盤）のアイドルグループで、解散宣言を行ったのはCoCoとMelodyだけである。
- 発売されなかった2ndオリジナルアルバムの一部の曲は、ラストアルバム『fine〜フィーネ〜』に収録されている。

## 解散後

### メンバーの活動
- 若杉は、「どうぶつ奇想天外!」のレギュラーレポーターをはじめタレント業を続けるも、地元である愛知県に戻り、ファンに祝福されながら結婚し、芸能界を引退した。
- 望月は、大きなプロジェクトの噂もあったようだが、休養した後に引退した。結婚し、現在は二児の母である。
- 田中は、いち早く女優、歌手としてソロ活動を開始。シングルとビデオクリップ集をリリース。一時、「牧原菜美」へ改名するも、現在は田中有紀美として女優業を中心に活動している。自身が監督・脚本を務めた短編映画も公開された他、音楽活動にも力を入れている。定期的にライブを行っており、2008年には全楽曲を作詞作曲したアルバムをリリース。本格的に女優業と音楽活動に没頭する傍ら、アイドルグループの一員であったことを否定しない姿勢に、Melody時代からのファンの支持も得ている。2016年に結婚し、現在は一児の母である。
- 解散後もメンバー同士の関係は良好の様子。田中のブログ、及びTwitterにて若杉や望月の近況がうかがえることもある。名古屋で行われた田中のライブには、2008年に若杉が、2013年に若杉と望月がゲスト出演した。

### 再評価
- 少しずつではあるが楽曲に対する再評価が増えはじめ、雑誌の名盤カタログ等での推薦、配信リリースでの高売上など、度々Melodyの名前を紹介される機会に恵まれる。
- 雑誌『オリコン・ウィーク The Ichiban』の企画「21世紀に残したいアイドル名盤」にて、アルバム『Love Bomb!』と『fine〜フィーネ〜』の2枚が名盤として選出[3]。
- 『別冊宝島100万人のアイドルポップス』の企画「ときめきの名曲150（1978-1993）」では、シングル「素直に言えない」が1993年の名曲の一つとして選出[4]。
- デビューから10年後の2003年、シングルコンプリートベスト『Melody BEST』がリリースされる。
- 2009年3月、ポニーキャニオンの配信新サービスCD COOKIEにてアルバム『Love Bomb!』が累計購入ランキングで第1位を記録。同年8月までの約5ヶ月間、連続第1位を保持した。
- 書籍『ラグジュアリー歌謡 (((80s))) パーラー気分で楽しむ邦楽音盤ガイド538』では、シングル「GET LOVE」が名盤の一つとして選出され、カップリング曲「You are only my love」が紹介された[5]書籍『アイドル楽曲ディスクガイド』では、シングル「運命'95」が1990年代前半の名曲の一つとして紹介されている[6]。

## 作品

### シングル
| No.              | 発売日         | タイトル                                 | #            | 収録曲 | 備考 | 規格品番     |
| スターランド     | スターランド   | スターランド                             | スターランド | スターランド | スターランド | スターランド |
| ---------------- | -------------- | ---------------------------------------- | ------------ | --- | --- | ------------ |
| 1st              | 1993年10月21日 | 素直に言えない〜もっとそばにいたいけど〜 | 1            | 素直に言えない〜もっとそばにいたいけど〜 作詞: 三浦徳子 作曲: 清岡千穂 編曲: 樫原伸彦                                                      | | SIDN-9       |
| 1st              | 1993年10月21日 | 素直に言えない〜もっとそばにいたいけど〜 | 2            | シブヤへ行こう! 作詞：横山武 作曲：樫原伸彦 編曲：樫原伸彦                                                                                 | イベントでは若杉南のメインヴォーカルによる3番の歌詞が歌われた（未商品化）。 | SIDN-9       |
| 2nd              | 1994年2月23日  | いちばん好きと言って                     | 1            | いちばん好きと言って 作詞：岩里祐穂 作曲：井上日徳 編曲：井上日徳                                                                          | 初回特典／ステッカー | SIDN-12      |
| 2nd              | 1994年2月23日  | いちばん好きと言って                     | 2            | I say“Yes”! 作詞：森浩美 作曲：前田克樹 編曲：鶴由雄                                                                                       | 初回特典／ステッカー | SIDN-12      |
| ポニーキャニオン |                |                                          |              | | |              |
| 3rd              | 1994年11月2日  | 少し自惚れて                             | 1            | 少し自惚れて 作詞: 黒部真弓 作曲: 松本俊明 編曲: 鈴木雅也                                                                                  | 移籍第1弾シングル。 本作よりディレクターは元NSPの平賀和人。 | PCDA-00665   |
| 3rd              | 1994年11月2日  | 少し自惚れて                             | 2            | 唇がふれあえば 作詞：天野滋 作曲：野下俊哉 編曲：鈴木雅也                                                                                  | 作曲はRABBITの野下俊哉。 | PCDA-00665   |
| 3rd              | 1994年11月2日  | 少し自惚れて                             | 3            | 少し自惚れて (オリジナル・カラオケ) | | PCDA-00665   |
| 4th              | 1995年4月21日  | 世界中の微笑み集めてもかなわない         | 1            | 世界中の微笑み集めてもかなわない 作詞：天野滋 作曲：日置達 編曲：鈴木雅也                                                                  | | PCDA-00700   |
| 4th              | 1995年4月21日  | 世界中の微笑み集めてもかなわない         | 2            | シルバーリングに口づけを 作詞：黒部真弓 作曲：清岡千穂 編曲：鈴木雅也                                                                      | | PCDA-00700   |
| 4th              | 1995年4月21日  | 世界中の微笑み集めてもかなわない         | 3            | 世界中の微笑み集めてもかなわない (オリジナル・カラオケ)                                                                                    | | PCDA-00700   |
| 5th              | 1995年8月19日  | 運命'95                                  | 1            | 運命'95 作詞: 森若香織 作曲: 黒沢健一 編曲: 新川博                                                                                         | 作詞に元GO-BANG'Sの森若香織と作曲にL⇔Rの黒沢健一を迎えた意欲作。 オムニバス盤『まちぶせ〜アーティストからの贈りもの』（PCCA-1032）・『Myこれ!クション 秘蔵アイドルユニット16』（PCCA-1845）、ミックスCD『申し訳ないとフロム赤坂 アイドルMIX』（PCCA-2663）収録。 L⇔Rのアルバム『Let me Roll it!』にセルフカバーが収録されているが、タイトルは「MAYBE BABY」に変更され、歌詞も差し替えられている（作詞は黒沢健一）。 | PCDA-00758   |
| 5th              | 1995年8月19日  | 運命'95                                  | 2            | フラレタ気分 作詞：天野滋 作曲：羽田一郎 編曲：鈴木雅也                                                                                    | | PCDA-00758   |
| 5th              | 1995年8月19日  | 運命'95                                  | 3            | 運命'95 (オリジナル・カラオケ) | | PCDA-00758   |
| 6th              | 1995年12月16日 | GET LOVE                                 | 1            | GET LOVE 作詞：黒部真弓 作曲：増本直樹 編曲：鈴木雅也                                                                                      | メインボーカルは望月まゆ。 | PCDA-00803   |
| 6th              | 1995年12月16日 | GET LOVE                                 | 2            | You are only my love 作詞：大森祥子 作曲：M Rie 編曲：鈴木雅也                                                                             | ミディアムテンポのクリスマスソング。 | PCDA-00803   |
| 6th              | 1995年12月16日 | GET LOVE                                 | 3            | GET LOVE (オリジナル・カラオケ) | | PCDA-00803   |
| 7th              | 1996年5月2日   | Oh Please!                               | 1            | Oh Please! 作詞：中山加奈子 作曲：増本直樹 編曲：鈴木雅也                                                                                  | メインボーカルは田中有紀美。 作詞はプリンセス プリンセスの解散を直前に控えた中山加奈子。 | PCDA-00848   |
| 7th              | 1996年5月2日   | Oh Please!                               | 2            | Let Me Cry 作詞：大森祥子 作曲：松尾比呂良 編曲：松尾比呂良・鈴木雅也                                                                      | ライヴツアー「Oh Please!」赤坂BLITZ公演にてバク転を披露。 | PCDA-00848   |
| 7th              | 1996年5月2日   | Oh Please!                               | 3            | Oh Please! (オリジナル・カラオケ) | | PCDA-00848   |
| 8th              | 1996年7月19日  | 青空をあげたい                           | 1            | 青空をあげたい 原案：若杉南 作詞：黒部真弓 作曲：松尾ゆきえ・松尾比呂良 編曲: ROD ANTOON                                                   | 二か月連続シングルリリースの第1弾。 詞の原案は若杉南。 | PCDA-00880   |
| 8th              | 1996年7月19日  | 青空をあげたい                           | 2            | Cherish 作詞：森若香織 作曲：羽田一郎 編曲：鈴木雅也                                                                                       | | PCDA-00880   |
| 8th              | 1996年7月19日  | 青空をあげたい                           | 3            | 青空をあげたい (オリジナル・カラオケ) | | PCDA-00880   |
| 9th              | 1996年8月21日  | Boom Boom My Heart                       | 1            | Boom Boom My Heart (RADIO MIX) 作詞：B.A.S.P (A.White, A.Lee) 作曲：B.A.S.P (A.White, A.Lee) 日本語詞：黒部真弓 編曲：鈴木雅也             | スウェーデンPOPのカバー曲。 タワーレコード渋谷店シングルチャート1位。 ミックスCD『申し訳ないとフロム赤坂 アイドルMIX』（PCCA-2663）収録。 | PCDA-00888   |
| 9th              | 1996年8月21日  | Boom Boom My Heart                       | 2            | Boom Boom My Heart (SELFISH MIX) 作詞：B.A.S.P (A.White, A.Lee) 作曲：B.A.S.P (A.White, A.Lee) 日本語詞：黒部真弓 編曲：大坪直樹 (Selfish) | | PCDA-00888   |
| 9th              | 1996年8月21日  | Boom Boom My Heart                       | 3            | Boom Boom My Heart (TV MIX) | | PCDA-00888   |

### アルバム

#### スタジオ・アルバム
| No.              | 発売日           | タイトル         | 備考                                                                                                | 規格品番         |
| ポニーキャニオン | ポニーキャニオン | ポニーキャニオン | ポニーキャニオン                                                                                    | ポニーキャニオン |
| ---------------- | ---------------- | ---------------- | --------------------------------------------------------------------------------------------------- | ---------------- |
| 1st              | 1995年9月21日    | Love Bomb!       | オリジナルアルバム ソロ曲「Knock Me 〜あなたを越えたい〜 」「ねぇ、ダーリン!」「Your Song」も収録。 | PCCA-00800       |

#### ベスト・アルバム
| No.              | 発売日           | タイトル         | 備考 | 規格品番         |
| ポニーキャニオン | ポニーキャニオン | ポニーキャニオン | ポニーキャニオン | ポニーキャニオン |
| ---------------- | ---------------- | ---------------- | --- | ---------------- |
| 1st              | 1997年1月8日     | LOVE THANKS!     | シングルスベスト&ライヴ盤（2枚組）。2万枚完全限定盤。 32P写真集+セルフライナーノーツのブックレット付き。 ポニーキャニオン移籍後のシングルと、1stライヴ「Love Bomb!」の音源を収録。 | PCCA-01058       |
| 2nd              | 1997年12月17日   | fine〜フィーネ〜 | ラストメモリアルアルバム（2枚組） 舛井功によるシングル曲のリミックス、未発表ソロ曲「PIECE OF THE CHANCE」「忘れないでね」を収録。曲間に詩の朗読入り（作詩は大森祥子）。            | PCCA-01173       |
| 3rd              | 2003年5月21日    | Melody BEST      | シングルコンプリートベスト カップリングを含めたシングル曲を全曲オリジナルバージョンで収録。                                                                                        | PCCA-01890       |

### タイアップ
| 楽曲                             | タイアップ                                          | 収録作品                                     |
| -------------------------------- | --------------------------------------------------- | -------------------------------------------- |
| 少し自惚れて                     | テレビ朝日系『リングの魂』オープニングテーマ曲      | シングル「少し自惚れて」                     |
| 世界中の微笑み集めてもかなわない | '95 Ban SELECT CF イメージソング                    | シングル「世界中の微笑み集めてもかなわない」 |
| 世界中の微笑み集めてもかなわない | NHK BS2『アイドルオンステージ』3月期・今月の歌      | シングル「世界中の微笑み集めてもかなわない」 |
| シルバーリングに口づけを         | テレビ北海道『月刊TV POWER GANG』エンディングテーマ | シングル「世界中の微笑み集めてもかなわない」 |
| 運命'95                          | Kodak『長野オリンピック編』CMソング                 | シングル「運命'95」                          |
| 青空をあげたい                   | コダック フィルム CMソング                          | シングル「青空をあげたい」                   |
| Boom Boom My Heart (RADIO MIX)   | ブルボンガム『シュガーレス』CMソング                | シングル「Boom Boom My Heart」               |
| Boom Boom My Heart (SELFISH MIX) | TOKYO GAME SHOW'96 イメージソング                   | シングル「Boom Boom My Heart」               |

### ビデオ
| No.              | タイトル         | 発売日           | 収録曲 | 備考                                                                          | 規格品番         |
| ポニーキャニオン | ポニーキャニオン | ポニーキャニオン | ポニーキャニオン | ポニーキャニオン                                                              | ポニーキャニオン |
| ---------------- | ---------------- | ---------------- | --- | ----------------------------------------------------------------------------- | ---------------- |
| 1st              | 1996年3月21日    | Live Bomb!       | 1. 運命'95 2. シルバーリングに口づけを 3. GET LOVE 4. You are only my love 5. Knock Me 〜あなたを越えたい〜 6. Your Song 7. ねぇ、ダーリン! 8. フラレタ気分 9. 季節だけ変わる 10. 世界中の微笑み集めてもかなわない | ライヴビデオ。 1995年12月20日 原宿クエストホールにて収録。                    | PCVP-51855       |
| 1st              | 1996年3月21日    | Live Bomb!       | 1. 運命'95 2. シルバーリングに口づけを 3. GET LOVE 4. You are only my love 5. Knock Me 〜あなたを越えたい〜 6. Your Song 7. ねぇ、ダーリン! 8. フラレタ気分 9. 季節だけ変わる 10. 世界中の微笑み集めてもかなわない | ライヴビデオ。 1995年12月20日 原宿クエストホールにて収録。                    | PCLP-00600       |
| 2nd              | 1996年5月17日    | I My Melody      | 1. Oh Please! 2. GET LOVE 3. 運命'95 4. 世界中の微笑みあつめてもかなわない 5. 少し自惚れて 6. ［ボーナストラック］メドレー （素直に言えない〜I Say “Yes!”〜いちばん好きと言って）                                  | シングルクリップ集。 ボーナストラックは前作『Live Bomb!』未収録のライヴ映像。 | PCVP-51878       |
| 2nd              | 1996年5月17日    | I My Melody      | 1. Oh Please! 2. GET LOVE 3. 運命'95 4. 世界中の微笑みあつめてもかなわない 5. 少し自惚れて 6. ［ボーナストラック］メドレー （素直に言えない〜I Say “Yes!”〜いちばん好きと言って）                                  | シングルクリップ集。 ボーナストラックは前作『Live Bomb!』未収録のライヴ映像。 | PCLP-00606       |

## 出演

### テレビ番組
Melody
- Oh!ソレ見ヨウヨ、赤丸チェック、見逃せナイト（1993年 - 1995年、フジテレビ系）- レギュラー
- アイドルオンステージ（1993年 - 1997年、NHK-BS2）- 準レギュラー
- 夕食ばんざい（1994年、フジテレビ系）
- どうーなってるの?!（1994年、フジテレビ系）
- 24時間テレビ（1994年 - 1996年、日本テレビ系）
- パワーギャング（1995年、テレビ北海道）
- クイズ世界はSHOW by ショーバイ!!（1995年、日本テレビ系）
- M-STAGE（1995年 - 1996年、日本テレビ系）
- ドリフ大爆笑（1995年 - 1996年、フジテレビ系）
- スーパージョッキー（1995年 - 1996年、日本テレビ系）- 歌ゲスト
- 天才・たけしの元気が出るテレビ!!（1996年、日本テレビ系）
- クイズ歌うぞ音楽王（1996年、フジテレビ系）

望月まゆ
- 夏のソリトン（1994年、NHK教育テレビ）
- M-STAGE（1995年、日本テレビ系）
- アイドルオンステージ（1995年 - 1996年、NHK-BS2）
- とんねるずの生でダラダラいかせて!!（1996年）

若杉南
- スペンサーの喫茶店（1993年 - 、東海テレビ）- レギュラー
- もっともっとUHBスペシャル（1994年、北海道文化放送）
- 赤丸スペシャル（1994年、フジテレビ系）
- See-X（1994年、フジテレビ系）
- おはようテレワッサン（1994年、中京テレビ）
- アイドルオンステージ（1996年、NHK-BS2）
- 新春芸能人マラソン爆走炎の都島決戦（1996年、TBS系）
- 第5回爆笑オールスター春の紅白大運動会スペシャル（1996年、フジテレビ系）
- めざせアトランタ!（1996年、テレビ朝日系）
- 所さんのこれアリなんじゃないの!? （1997年、テレビ朝日系）
- 月刊パワーギャング（1997年、テレビ北海道）- ナビゲーター
- 新春かくし芸大会（1997年、フジテレビ系）
- パワーギャング（1997年 - 1998年、テレビ北海道）- ナビゲーター（毎週放送に変更）
- どうぶつ奇想天外!（1997年、TBS系）- レギュラー

### テレビドラマ
Melody
- 世にも奇妙な物語 春の特別編「転校生」（1994年3月30日、フジテレビ系）
- 3番テーブルの客 第10回（1996年12月23日、フジテレビ系）

望月まゆ
- スキャンダル（1993年、フジテレビ系）
- もう涙は見せない（1993年、フジテレビ系）
- 女教師・沢木圭子2（1994年、フジテレビ系）- 準主演
- 東京大学物語（1994年、テレビ朝日系）
- 生きていてママ（1994年、TBS系）
- リカちゃんの研修日誌（1995年、日本テレビ系）- 主演
- ホームスイートホーム（1995年、テレビ朝日系）- 準主演
- 東京SEX バレンタイン・スペシャル（1996年、フジテレビ系）

若杉南
- 17才-at seventeen-（1994年6月2日、フジテレビ系）
- ハートにS「初恋時計」（1994年12月20日、フジテレビ系）
- うちの母ですが…（1995年、テレビ朝日系）

### ラジオ番組
- 伊集院光のOh!デカナイト（1994年、1995年）
- 電波ファイター（1995年、CBCラジオ）- レギュラー
- MelodyのMusic Party（1996年 - 1997年、ニッポン放送） 海砂利水魚のディスコ・ザ・ガマ内 - 冠番組
- ゲルゲットショッキングセンター（1996年、ニッポン放送）- レギュラー

### 映画
望月まゆ
- 今日から俺は!!2（1994年）
- MIDORI（1996年）

若杉南
- 今日から俺は!!4（1997年）

### 舞台
若杉南
- FUNKY TOWN（1995年）- 池袋芸術劇場

### 広告
Melody
- 東京タワー35周年記念イベント「ノッポのサンタのフェスティバル」（1993年）
- Kodak「フィルム」（1995年）
- 通商産業省「日本タンナーズ協会」（1995年）
- ハウス食品「ザ・じゃが」（1995年）
- ブルボン「シュガーレスガム」（1996年）
- 東京ゲームショウ（1996年）

望月まゆ
- ハウス食品「ハウス・白烏龍」（1993年 - 1994年）

若杉南
- エイブル「ちょっといいもの」（1995年）- ドラマCM

## 書籍

### 写真集
| No. | 発売日        | タイトル         | 備考 |
| --- | ------------- | ---------------- | --- |
| 1st | 1995年3月24日 | Fair             | 撮影 : 細野晋司／発行 : 近代映画社（ISBN 4-7648-1754-3） |
| 1st | 1995年3月24日 | Fair             | 近代映画社創立50周年記念。 オールサイパンロケのファースト写真集。 |
| 2nd | 1997年3月27日 | 楽園 -Heat Wave- | 撮影 : 久保田昭人／発行 : フォレスト出版（ISBN 4-89451-016-2） |
| 2nd | 1997年3月27日 | 楽園 -Heat Wave- | タヒチにて撮影。 写真集発売と同時期に「ヤングマガジン」にて、タヒチロケによる表紙＋グラビア18Pが掲載される。 「ランク王国」アイドル写真集月間売り上げ第1位（1997年4月26日オンエア）。 |

### 雑誌表紙
Melody
- ヤングマガジン（1994年、1997年）
- 少年サンデー（1994年）
- ヤングアニマル（1994年、1995年）
- ファミコン通信（1994年、1995年）
- SPA!（1995年）
- GATIN（1995年）
- ヤングテイオー（1996年）他

望月まゆ
- 週刊現代（1994年）
- 週刊ポスト（1994年）他

### カレンダー
- Melodyカレンダー（1995年 - 1997年版）